# Start Wearing Purple/Sally
Start Wearing Purple è una canzone del gruppo gypsy punk Gogol Bordello, scritta dal cantante e frontman Eugene Hütz. 
La canzone fu pubblicata insieme al brano "Sally" come secondo singolo della band nel febbraio 2006.
È stata inserita anche nel terzo album Gypsy Punks: Underdog World Strike. Questa versione è un rifacimento della prima, presente nel primo album della band Voi-La Intruder del 1999.
È anche stata scelta come colonna sonora finale per il film Ogni cosa è illuminata, nel quale Eugene Hütz interpreta Alex.
Nella strofa in cui Eugene Hütz sostiene di saperne di tutto cita Michel Foucault, Diogene di Sinope, ed il personaggio Passepartout de Il giro del mondo in 80 giorni di Jules Verne. Inoltre cita la punk band russa Zvuki mu.